# Lepanthes pteropogon
Lepanthes pteropogon é uma espécie de orquídea (Orchidaceae) dispersa pela Colômbia e Equador.